# Hyperolius horstockii
Hyperolius horstockii, được gọi là the Arum Frog, là một loài ếch trong họ Hyperoliidae. Chúng là loài đặc hữu của Nam Phi.

## Identification
Tadpoles reach 40 mm. They are brown with longitudinal darker bands on the tail.

## Môi trường sống
Các môi trường sống tự nhiên của chúng là thảm cây bụi kiểu Địa Trung Hải, sông, đầm nước, hồ nước ngọt có nước theo mùa, đầm nước ngọt, đầm nước ngọt có nước theo mùa, và ao.
It is frequently found lying at the bottom of Arum lilies (Zantedeschia aethiopica), trying to catch pollinating insects.
Nó bị đe dọa do mất môi trường sống.

## Behaviour
These frogs are sometimes được tìm thấy ở arum lily flowers where they can change colour to perfectly match the surroundings.

## Threats
They are threatened because arum lily flowers are picked and sold.

## Hình ảnh

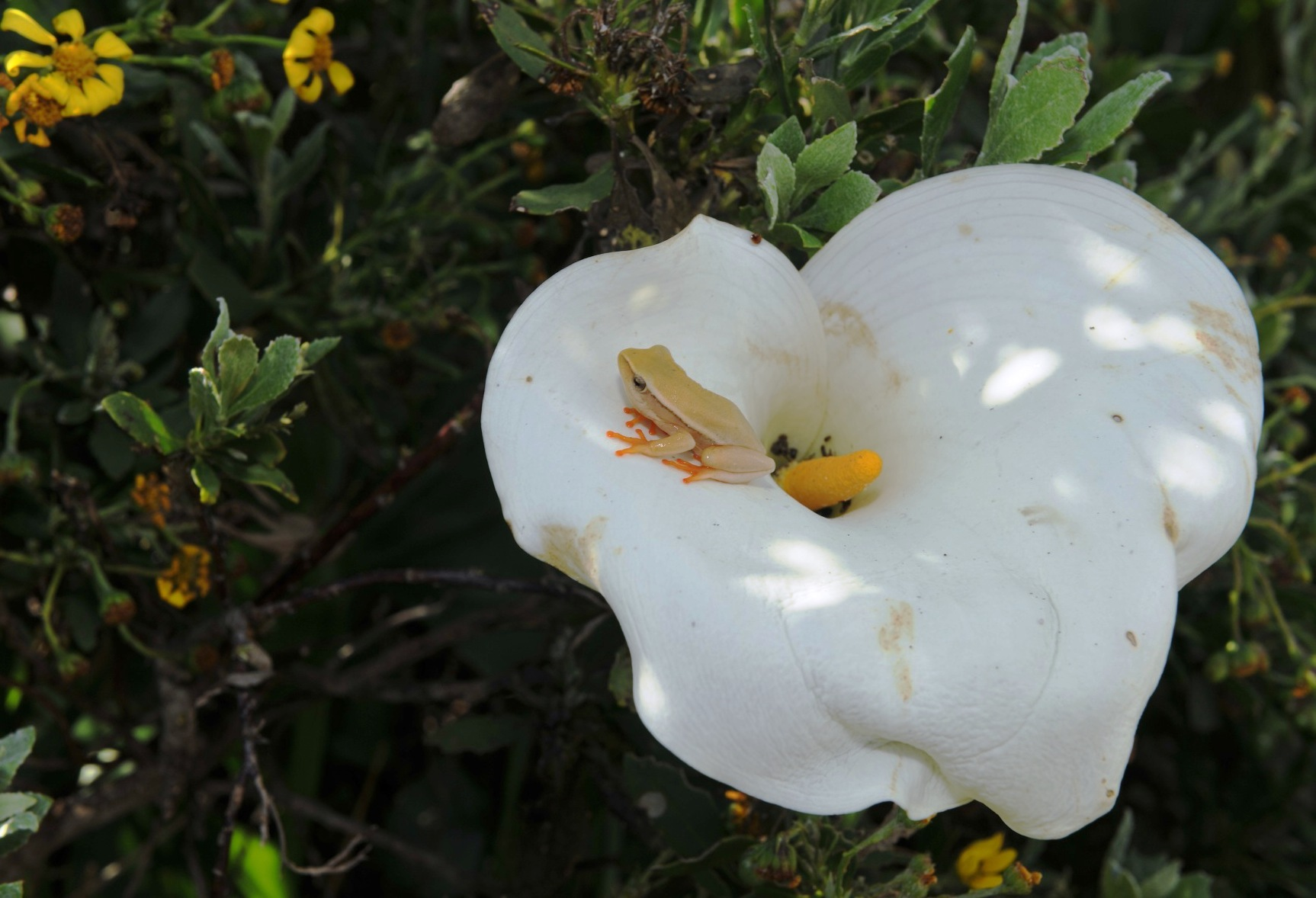
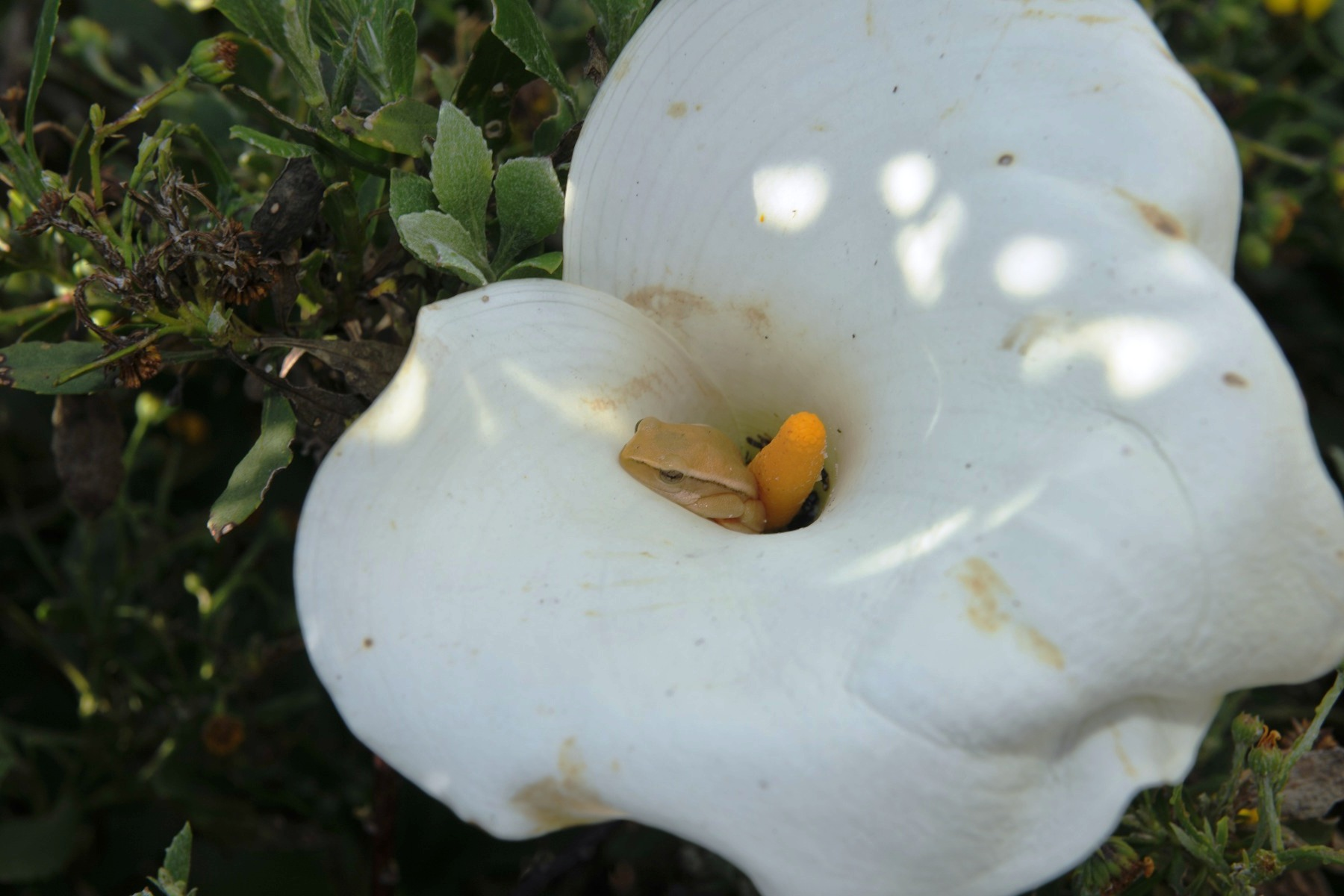
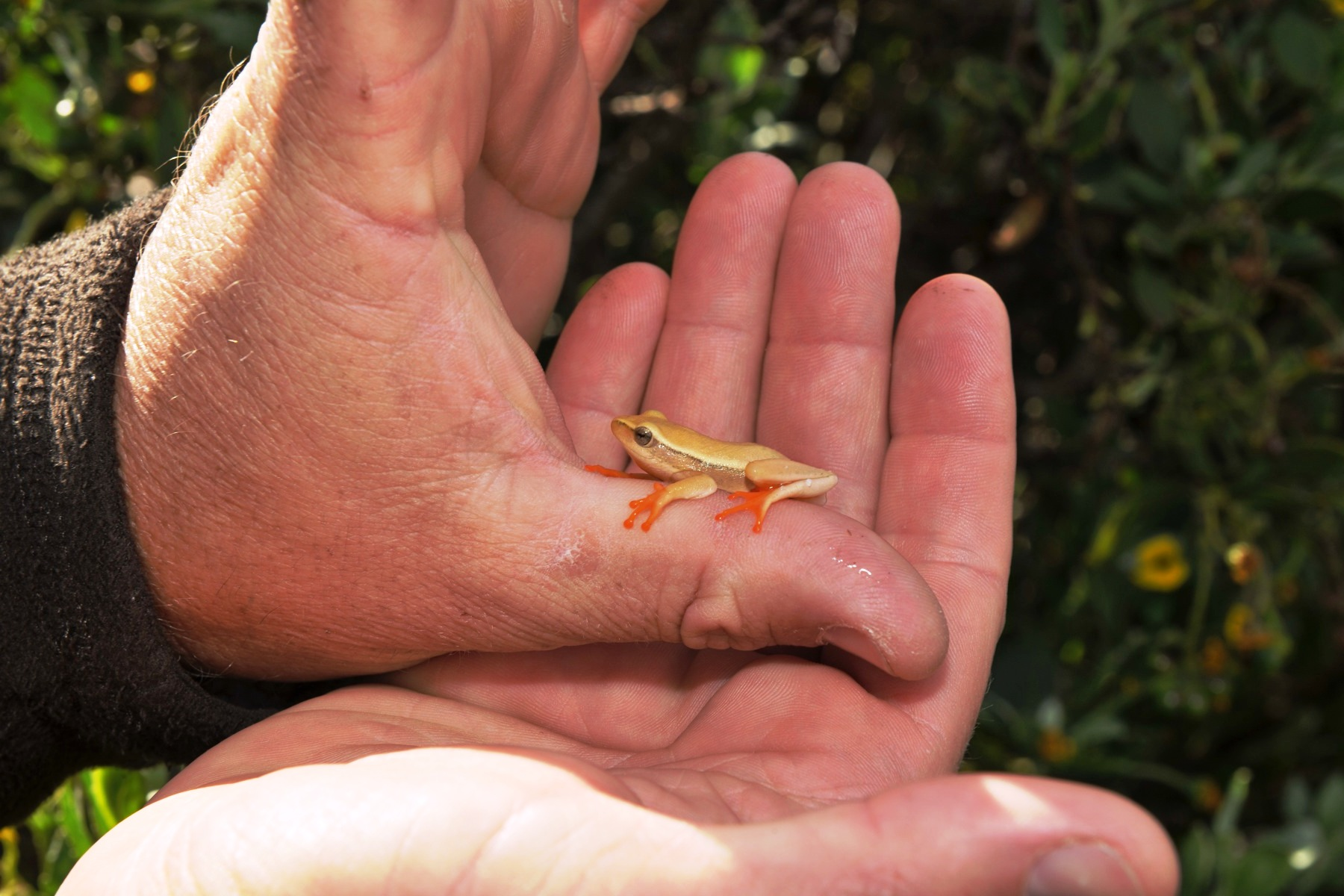